# Jedi
Jedi /ˈdʒɛdaɪ/ là những nhân vật chính trong vũ trụ Chiến tranh giữa các vì sao. Tổ chức Dòng tu Jedi (Jedi Order) được mô tả là một tổ chức về tu tập, học thuật, mang tính chất trọng dụng nhân tài và phần nào mang tính quân phiệt có từ lâu đời, có nguồn gốc từ khoảng 25.000 năm trước khi diễn ra các sự kiện trong bộ phim đầu tiên được phát hành trong nhượng quyền thương mại.
Jedi là những người nắm giữ năng lượng Thần lực và người phán xử quyền lực được Cộng hòa Galactic giao nhiệm vụ là những người bảo vệ hòa bình và trật tự trong thiên hà Chiến tranh giữa các vì sao; họ che chở và bảo vệ tất cả các sinh vật sống có trí khôn, không bao giờ chủ động tấn công. Dòng tu này bao gồm những nhà thông thái; giáo viên, triết gia, nhà khoa học, kỹ sư, bác sĩ, nhà ngoại giao và chiến binh. Hệ thống các giá trị đạo đức của Jedi xem sự thuần khiết của suy nghĩ và việc tách rời khỏi cảm xúc là điều cần thiết để đạt được giác ngộ. Triết lý Jedi nhấn mạnh đến việc cải thiện bản thân thông qua kiến thức và trí tuệ, tuân thủ đạo đức bầy tôi và phục vụ vị tha thông qua các hành động vì mục đích từ thiện, ủng hộ quyền công dân và tình nguyện; hệ tư tưởng này là một chủ đề định kỳ trong vũ trụ Chiến tranh giữa các vì sao. Jedi lên án cảm xúc như nguồn cơn sâu xa của đau khổ phàm tục; họ tin rằng sợ hãi, tức giận và yêu thương khiến chúng sinh lao vào xung đột và ngăn trở những hành động lý trí để thực hiện hành động đúng đắn một cách khách quan. Vũ khí truyền thống của họ là Kiếm ánh sáng, một thiết bị tạo ra plasma giống như lưỡi kiếm được cung cấp bởi tinh thể Kyber hoặc một vật phẩm tạo sự hội tụ khác, ví dụ như Ngọc trai Krayt.
Tổ chức hư cấu này đã truyền cảm hứng cho một phong trào tôn giáo mới trong thế giới thực, Jedi giáo.

## Từ nguyên
Từ Jedi được cho rằng đã được George Lucas chuyển thể từ tiếng Nhật 時代劇 (jidaigeki) (nghĩa là phim ảnh 'thời đại' với chủ đề về samurai), hoặc có lẽ chịu ảnh hưởng bởi các từ Jed (lãnh đạo) và Jeddak (vua) trong loạt truyện Barsoom của Edgar Rice Burroughs, một loạt truyện mà Lucas cân nhắc chuyển thể thành phim.
Bộ phim Rogue One gợi ý rằng trong chính thần thoại Star Wars, từ này nó liên quan đến hành tinh Jedha, nguồn gốc của các tinh thể sử dụng trong lightsaber.

### Ảnh hưởng
George Lucas thừa nhận Jedi, Sith, và các khái niệm khác về Thần lực đã được truyền cảm hứng từ nhiều nguồn khác nhau. Chúng bao gồm: bộ quy tắc hiệp sĩ, hiệp sĩ giang hồ, võ sĩ đạo samurai, Thiếu Lâm tự, Shaman giáo, chế độ phong kiến, Hindu giáo, khí công, chakra, triết học Hy Lạp cổ đại, thần thoại Hy Lạp, lịch sử La Mã, thần thoại La Mã, nhiều phần từ các tôn giáo Abraham, Nho giáo, Thần đạo, Phật giáo, và Đạo giáo, chưa kể vô số các tiền thân điện ảnh. Các tác phẩm của triết gia Friedrich Nietzsche và nhà thần thoại học Joseph Campbell, đặc biệt là cuốn sách Người anh hùng với hàng ngàn khuôn mặt (1949), đã ảnh hưởng trực tiếp đến Lucas và là yếu tố thúc đẩy ông tạo ra 'huyền thoại hiện đại' trong Chiến tranh giữa các vì sao.

## Tổng quát

Các nhân vật Jedi Qui-Gon Jinn (Liam Neeson, phải) và Obi-Wan Kenobi (Ewan McGregor, trái) trong bộ phim năm 1999 Chiến tranh giữa các vì sao: Tập I – Hiểm họa bóng ma

Như được miêu tả trong kinh điển, Jedi nghiên cứu và sử dụng Thần lực, để giúp đỡ những người cần giúp đỡ. Các thành viên của Jedi, hay các Hiệp sĩ Jedi, tôn trọng mọi thực thể sống bằng cách bảo vệ và giúp đỡ những người không thể thực hiện điều đó cho chính họ, cố gắng thúc đẩy các giải pháp hòa bình và không giao chiến với bất kỳ sự thay đổi nào họ gặp phải, chỉ chiến đấu để tự vệ và che chở cho những người mà họ bảo vệ. Bằng cách rèn luyện trí óc và cơ thể, Jedi tìm cách cải thiện bản thân bằng cách tiếp cận với Thần lực mà không bị ngăn trở, đồng thời tìm cách cải thiện những cá nhân và nhóm mà họ tiếp xúc. Như kẻ thù của họ, người Sith, vũ khí chính của Jedi là Kiếm ánh sáng. Tuy nhiên, theo Lucas, "Thần lực thực sự không liên quan gì đến Kiếm ánh sáng. Bất kỳ ai cũng có thể có một thanh Kiếm ánh sáng. Nó chỉ là một vũ khí như súng lục mà thôi."
Qui-Gon Jinn cho chúng ta một cái nhìn sâu sắc về Thần lực trong Tập I khi ông nói với Anakin: "Sự tập trung của cậu quyết định thực tại của cậu." Và sau đó, ông giải thích: "Các midi-chlorian là những dạng sống cực nhỏ cư trú trong tất cả các tế bào của cậu. Và chúng ta là những sinh vật cộng sinh với chúng. Các thực thể sống chung sống với nhau vì lợi ích chung. Không có midi-chlorian, sự sống không thể tồn tại, và chúng ta sẽ không có được những kiến thức về Thần lực. Chúng liên tục nói với chúng ta về việc cho chúng ta biết ý chí của Thần lực. Khi cậu học cách làm dịu tâm trí, cậu sẽ nghe thấy chúng nói chuyện với cậu."  Trong Tập IV, Obi-Wan Kenobi nói với Luke Skywalker: "Thần lực là thứ mang lại sức mạnh cho Jedi. Nó tạo ra một trường năng lượng được tạo ra bởi tất cả các sinh vật sống. Nó bao quanh chúng ta, thâm nhập vào chúng ta và gắn kết thiên hà với nhau." "... một Jedi có thể cảm thấy Thần lực chảy qua hắn. Nó [phần nào] điều khiển hành động của cậu, nhưng nó cũng tuân theo mệnh lệnh của cậu."

### Câu chuyện về dòng họ Skywalker
Bây giờ họ đã tuyệt chủng, Jedi được lãng mạn hóa, thần thánh hóa. Nhưng nếu cô loại bỏ huyền thoại và nhìn vào hành động của họ, di sản của Jedi là một sự thất bại. Đạo đức giả, kiêu ngạo. Ở đỉnh cao sức mạnh của mình, họ cho phép Darth Sidious trỗi dậy, tạo ra Đế chế và quét sạch chúng. Đó là một Bậc thầy Jedi, người chịu trách nhiệm đào tạo và tạo ra Darth Vader.— Luke Skywalker, Chiến tranh giữa các vì sao: Jedi cuối cùng

#### Bộ ba phiên bản gốc
Jedi được giới thiệu lần đầu tiên trong bộ phim năm 1977 Chiến tranh giữa các vì sao, như một dòng tu của các chiến binh tu sĩ, những người bảo vệ "hòa bình và công lý trong thiên hà" và nắm bắt lấy Thần lực thần bí. Obi-Wan Kenobi (Alec Guinness) giải thích rằng Đế chế Galactic đã đạt được tất cả trừ việc tiêu diệt Jedi, và tìm cách huấn luyện Luke Skywalker (Mark Hamill) trở thành niềm hy vọng cuối cùng của Dòng tu Jedi. Darth Vader (David Prowse/James Earl Jones) cũng được xây dựng như là kẻ thù chính của Jedi. Đến cuối phim, khi mô tả Trận Yavin, Luke đang trên con đường trở thành một Jedi. Trong phần tiếp theo, Đế chế phản công, Luke được đào tạo Jedi một cách bao quát từ bậc thầy Jedi già (và còn sống duy nhất) là Yoda (Frank Oz), ngay cả khi anh biết rằng Vader, trên thực tế, là cha anh, cựu Hiệp sĩ Jedi Anakin Skywalker. Bộ phim thứ ba trong bộ ba phim gốc, Sự trở lại của Jedi, kết thúc với việc Luke cứu rỗi Vader và giúp tiêu diệt Đế chế, do đó hoàn thành định mệnh của mình là một Jedi.
Hai bậc thầy Jedi cuối cùng chết trong các sự kiện của các bộ phim, sau đó họ trở lại với tư cách là những bóng ma Thần lực để giúp Luke.

#### Bộ ba tiền truyện
Trong bộ ba phần tiền truyện, nó cho thấy Jedi ở trong thời kỳ đỉnh cao của họ, có trụ sở tại Đền Jedi ở Coruscant, và phải đối phó với sự hiện diện ngày càng tăng của mặt tối của Thần lực và sự trở lại của phe Sith. Trong Tập I – Hiểm họa bóng ma (1999), Bậc thầy Jedi Qui-Gon Jinn (Liam Neeson) đã phát hiện ra cậu bé chín tuổi Anakin Skywalker (Jake Lloyd), người mà ông tin là "Người được chọn" từ một tiên tri Jedi, người là định mệnh mang lại sự cân bằng cho Thần lực. Vào cuối phim Hiểm họa bóng ma, Anakin được ghép đôi với người học việc của Qui-Gon, chàng trai trẻ Obi-Wan Kenobi (Ewan McGregor), người hứa sẽ huấn luyện cậu.
Phần tiếp theo, Tập II – Sự xâm lăng của người Vô tính, củng cố rằng Jedi đã thề từ bỏ tất cả những ràng buộc tình cảm, bao gồm cả tình yêu lãng mạn, điều được chứng tỏ có vấn đề khi Anakin, nay đã là một thanh niên trẻ (Hayden Christensen), có tình cảm với Padmé Amidala (Natalie Portman). Cuộc Chiến tranh Vô tính, lần đầu tiên được nhắc đến trong bộ phim gốc năm 1977, bắt đầu với hàng trăm Jedi tham gia Trận Geonosis.
Trong Tập III – Sự báo thù của người Sith, Yoda tâm sự với Mace Windu rằng lời tiên tri về Người được chọn có thể đã bị đọc sai. Palpatine (Ian McDiarmid), người được tiết lộ là Darth Sidious, thao túng tình yêu của Anakin dành cho Padmé và sự mất lòng tin vào Jedi để khiến anh ta ngả sang phe bóng tối và trở thành người học việc Sith của ông, Darth Vader. Sự lung lạc của Anakin bắt đầu giúp Palpatine săn lùng và tiêu diệt các Jedi, những người gần như bị tiêu diệt trong các sự kiện của Sự báo thù của người Sith; chỉ còn Obi-Wan Kenobi và Yoda là một trong số ít Jedi tránh được cuộc thanh trừng ban đầu. Theo tiết lộ trong loạt phim Chiến tranh Vô tính, mỗi người Vô tính đều được cấy chip để Palpatine sẽ kích hoạt bằng mệnh lệnh Điều 66, một điều luật quy định:
Trong trường hợp các sĩ quan Jedi hành động chống lại lợi ích của Cộng hòa, và sau khi nhận được mệnh lệnh cụ thể được xác minh là trực tiếp từ Chỉ huy tối cao (Thủ tướng), các chỉ huy GAR sẽ loại bỏ các sĩ quan đó bằng Thần lực gây chết người, và chỉ huy của GAR sẽ trở lại vị trí Chỉ huy tối cao (Thủ tướng) cho đến khi một cấu trúc chỉ huy mới được thiết lập.— Karen Traviss, Republic Commando: True Colors (2007)

Điều này dẫn đến việc những quân nhân Vô tính như Chỉ huy Cody đột nhiên chống lại viên tướng của họ và giết họ, Darth Vader dẫn đầu Quân đoàn 501 để thực hiện "Chiến dịch Hiệp sĩ" ("Operation Knightfall") chống lại Đền thờ Jedi. Palpatine đã thuyết phục người dân Cộng hòa rằng Jedi là những kẻ gây chiến đã trở nên suy đồi, chịu trách nhiệm kéo dài Chiến tranh Vô tính, gán cho họ là tội phạm với tiền thưởng được đặt ra nếu bắt được họ. Darth Vader tiếp tục săn lùng và xử tử gần như mọi Jedi còn sống sót trong những năm đầu của Đế chế, trong cái được gọi là Đại thanh trừng Jedi; chỉ có Yoda sống sót đủ lâu để chết vì tuổi già, và Ahsoka, người đã sống lâu hơn thời Đế chế, trong khi những người khác như Obi-Wan và Kanan đã chết khi chiến đấu.

#### Bộ ba hậu truyện
Trong bộ ba phần tiếp theo, những nỗ lực của Luke để khôi phục lại trật tự Jedi đã trở nên tồi tệ hơn khi một trong những người học việc của ông, Ben, cháu trai của anh ta, đã bị Chỉ huy tối cao Snoke lôi kéo về phía bóng tối và trở thành Kylo Ren. Anh quyết tâm tiêu diệt tất cả những gì Luke đã xây dựng, giết chết hầu hết những người học việc của Luke trong quá trình đó và mang theo tất cả các Padawan còn sống sót đi cùng với anh. Sau thất bại của Ren và sự phá hủy Dòng Tân Jedi, Luke phải chịu cảnh lưu vong tự áp đặt ở Ahch-To, tin rằng bản thân và Jedi có ảnh hưởng tiêu cực đến toàn bộ thiên hà.
Trong phần kế tiếp Chiến tranh giữa các vì sao: Jedi cuối cùng, người nhặt phế liệu Rey phát hiện ra Luke trên Ahch-to và thuyết phục ông huấn luyện cô theo cách của Thần lực. Trong quá trình đào tạo của mình, Luke mô tả sự ngạo mạn của một dòng dõi Jedi đầy bản lĩnh, một thứ cho phép Darth Sidious vươn lên nắm quyền và loại bỏ gần như tất cả họ. Cô cũng phát hiện ra một số văn bản Jedi cổ ẩn trong một cái cây. Rey biết được sự thật về việc Ben rơi vào bóng tối và tin rằng mình là cơ hội cứu chuộc duy nhất của anh ta. Luke không đi cùng cô ấy, ở lại Ahch-To. Luke cố gắng đốt cái cây, nhưng không thể tự mình làm điều này. Tuy nhiên, Yoda xuất hiện dưới dạng bóng ma Thần lực và đốt cháy cái cây, dạy anh ta rằng thất bại cũng quan trọng như thành công, và những bậc thầy được xác định bởi những người vượt qua chúng. Khi Tổ chức Thứ nhất phát động một cuộc tấn công vào phe Kháng chiến trên Crait, Luke xuất hiện để ngăn chặn các lực lượng sắp tới. Ông và Kylo Ren tham gia vào một cuộc đấu tay đôi trên chiến trường, Ren dường như đánh gục ông. Luke tiết lộ với Ren rằng anh ta đang tự chiếu hình ảnh của chính mình trên khắp thiên hà. Trên Ahch-To, Luke kiệt sức ngồi thiền định, đối mặt với hoàng hôn nhị phân. Ông biến mất và hợp thành một với Thần lực. Rey được cho thấy là đã lấy văn bản Jedi thiêng liêng trước khi cô rời Ahch-To, tiếp tục quá trình rèn luyện.

### Tuyển tập và tác phẩm phái sinh
Trong một cảnh bị hủy từ Sự xâm lăng của người Vô tính, "Hai mươi kẻ lạc lối" ("Lost Twenty") là tên gọi được đặt cho một nhóm các Bậc thầy Jedi—tổng cộng lên tới hai mươi người—đã rời bỏ Dòng tu Jedi trong suốt lịch sử. Mười hai người đầu tiên của Lost Twenty trở thành "Jedi bóng tối" ("Dark Jedi"), những người cuối cùng đã thành lập Đế chế Sith đầu tiên. Trong những năm tiền Chiến tranh Vô tính, Bậc thầy Jedi Dooku đã rời bỏ Dòng tu Jedi do những khác biệt với các Jedi đồng môn, trở thành Bậc thầy Jedi thứ 20 trong lịch sử Dòng tu làm như vậy. Để thể hiện những sai lầm của Jedi, họ đã tạo ra những bức tượng của Jedi sa ngã và đặt chúng vào Kho lưu trữ Đền thở Jedi (Jedi Temple Archives).
Loạt phim hoạt hình Chiến tranh giữa các vì sao: Chiến tranh Vô tính mô tả các trận chiến của các cuộc Chiến tranh Vô tính, tập trung vào Jedi và các đội quân Vô tính mà họ lãnh đạo chống lại phe ly khai và các thủ lĩnh Sith của nó. Bộ phim tiền đề của nó tiết lộ rằng Anakin đã đào tạo một người học việc, Ahsoka Tano, giữa Chiến tranh Vô tính và Sự báo thù của người Sith. Các mạch truyện sau khám phá sự thiết lập Mệnh lệnh 66 và sự thao túng của Palpatine với Dòng tu Jedi.
Loạt phim hoạt hình Star Wars Rebels tiết lộ rằng Ahsoka và một Jedi tên Kanan Jarrus đã sống sót sau cuộc thanh trừng; Jarrus sau này đã đào tạo một người học việc mới, Ezra Bridger. Loạt phim cũng tiết lộ rằng, sau khi bắt đầu cuộc thanh trừng với Mệnh lệnh 66, Hoàng đế đã ủy thác cho Tòa án dị giáo (Inquisitorius), một nhóm cựu hiệp sĩ Jedi đã chuyển sang phe Bóng tối vì nhiều lý do, để hỗ trợ Darth Vader săn lùng các Jedi còn lại.
Trò chơi video sử thi Star Wars Jedi: Dòng tu sụp đổ giới thiệu Cal Kestis, một cựu Padawan trốn khỏi Đế chế, người đã vô tình bộc lộ khả năng Thần lực lượng của mình để hỗ trợ ai đó đưa anh ta vào tầm ngắm của những Người điều tra (Inquisitor). Kestis nhận sự giúp đỡ từ Cere Junda, một Hiệp sĩ Jedi khác đang lẩn trốn.